# Peckham (Oklahoma)
Pour les articles homonymes, voir Peckham (homonymie).
Peckham est une census-designated place du comté de Kay, dans l'État d'Oklahoma, aux États-Unis. En 2020, elle compte une population de 38 habitants.